# Lama Humkar Dordže rinpočhe
Lama Humkar Dordže rinpočhe (1969–2025?) byl duchovní učitel tibetského buddhismu.

## Životopis a duchovní činnost
V mládí studoval v klášteře v indickém státě Karnátaka a následně ve Spojených státech. Brzy po návratu do Tibetu se roku 2002 stal představeným kláštera Longen v čínské provincii Čching-chaj. Roku 2004 založil charitativní nadaci a roku 2007 střední odbornou školu. Inicioval vznik i dalších základních a středních škol. Ve svém duchovním působení obnovil buddhistický zvyk vykupování ryb od obchodníků a obřad jejich vypouštění do volné vody. Jeho aktivity vzbudily nevoli čínských úřadů, náboženské obřady začaly být kontrolovány a jím iniciované školy roku 2021 uzavřeny. 

V dubnu 2025 se objevily zprávy o důvodném podezření, že zemřel na následky mučení ze strany čínských úřadů.